# Molar Band
Molar Band é uma vila no distrito de South, no estado indiano de Deli.

## Demografia
Segundo o censo de 2001, Molar Band tinha uma população de 39 267 habitantes. Os indivíduos do sexo masculino constituem 56% da população e os do sexo feminino 44%. Molar Band tem uma taxa de literacia de 68%, superior à média nacional de 59,5%: a literacia no sexo masculino é de 77% e no sexo feminino é de 58%. Em Molar Band, 18% da população está abaixo dos 6 anos de idade.